# Demostración de que 22/7 es mayor que π

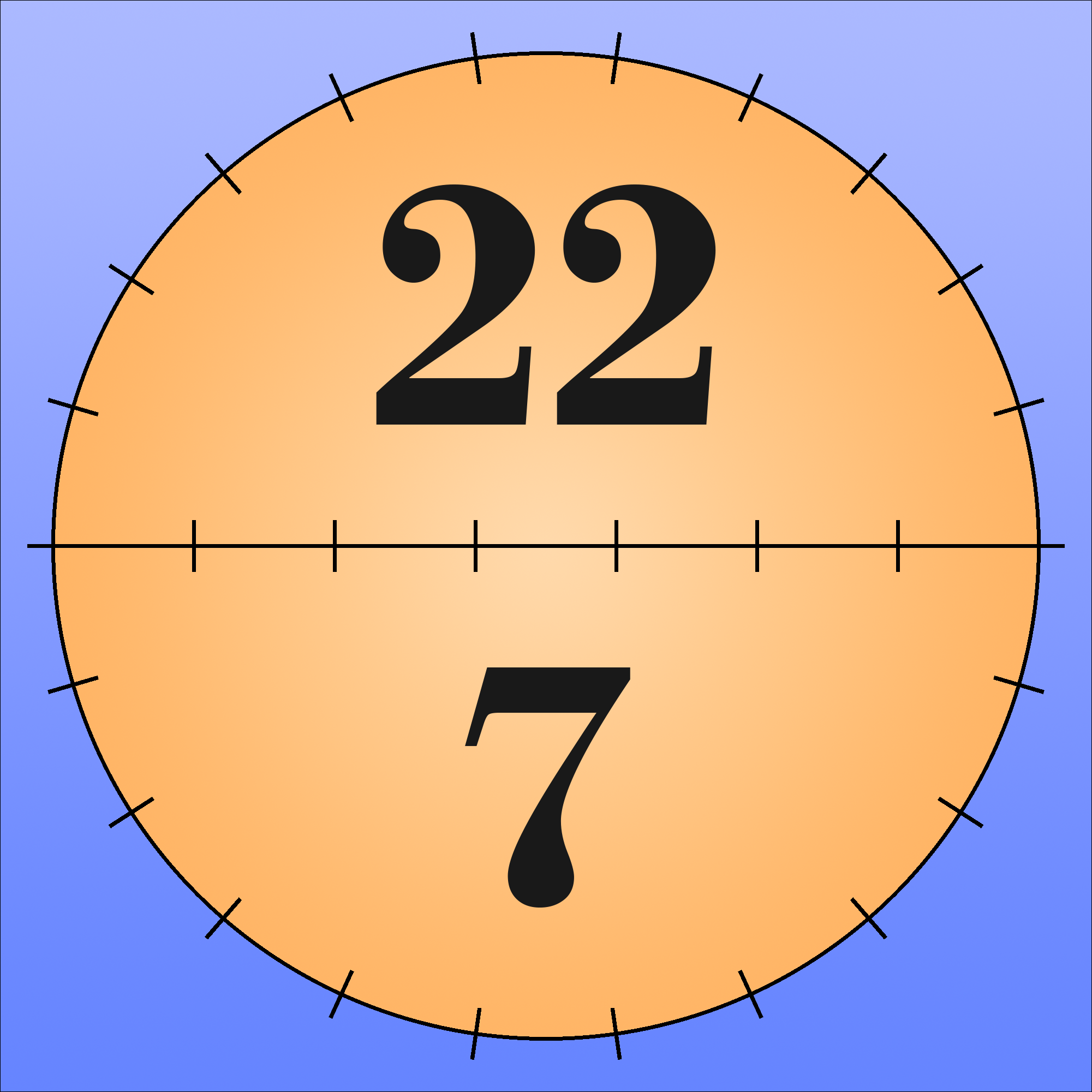
Representación cuasi-perfecta de un círculo cuya longitud está dividida en 22 partes iguales y cuyo diámetro lo está en 7 partes iguales. Un círculo que cumpla tales condiciones no existe dado que 22/7 es mayor que π.

Las demostraciones matemáticas que indican el famoso resultado de que el número racional 22⁄7 es superior a π se remontan a la Antigüedad. Una de estas demostraciones, desarrollada más recientemente pero que requiere solo técnicas elementales del cálculo, ha llamado la atención en las matemáticas modernas debido a su belleza matemática y sus conexiones con la teoría de las aproximaciones diofánticas. Stephen Lucas califica esta proposición de "uno de los resultados más hermosos relacionados con la aproximación de π".
El objetivo de esta demostración no es en esencia convencer al lector de que 22⁄7 es, efectivamente, más grande que π. Existen métodos de cálculo sistemático que obtienen el valor de π. Lo que sigue es una demostración matemática moderna que demuestra que 22/7 > π, utilizando solamente las técnicas elementales del cálculo. Su sencillez y su elegancia resaltan vínculos con la teoría de las aproximaciones diofánticas.

## Antecedentes
22⁄7 es una aproximación diofántica ampliamente utilizada de π. En efecto, se puede ver fácilmente, al expandir decimalmente que:
{\displaystyle {\begin{aligned}{\frac {22}{7}}&=3,{\overline {142\,857}},\\\pi \,&=3,141\,592\,65\ldots \end{aligned}}}
Esta aproximación era conocida desde la antigüedad. Arquímedes fue el primero que escribió que había demostrado que 22⁄7  sobrepasaba a π durante el siglo III a. C. pero utilizaba esta aproximación.
Su prueba consistía en demostrar que 22⁄7 es mayor que la razón entre el perímetro de un polígono regular con 96 lados y el diámetro del círculo que lo circunscribe.
Una mejor aproximación racional de π es dado por la fracción 355⁄113.

## Demostración
Una demostración moderna de esta desigualdad puede hacerse por el cálculo de la integral.
{\displaystyle 0<\int _{0}^{1}{\frac {x^{4}(1-x)^{4}}{1+x^{2}}}~\mathrm {d} x={\frac {22}{7}}-\pi .}
Por lo tanto, 22⁄7 > π.
El número {\displaystyle \int _{0}^{1}{\frac {x^{4}(1-x)^{4}}{1+x^{2}}}~\mathrm {d} x} es estrictamente positivo porque la función {\displaystyle x\mapsto {\frac {x^{4}(1-x)^{4}}{1+x^{2}}}} es continua y estrictamente positiva sobre el intervalo ]0 ; 1[.
Queda por demostrar que la integral se evalúa para valor la cantidad deseada:
{\displaystyle {\begin{aligned}0&<\int _{0}^{1}{\frac {x^{4}\left(1-x\right)^{4}}{1+x^{2}}}\,dx\\[8pt]&=\int _{0}^{1}{\frac {x^{4}-4x^{5}+6x^{6}-4x^{7}+x^{8}}{1+x^{2}}}\,dx&{\text{expansión de los términos del numerador}}\\[8pt]&=\int _{0}^{1}\left(x^{6}-4x^{5}+5x^{4}-4x^{2}+4-{\frac {4}{1+x^{2}}}\right)\,dx&{\text{ utilizar división de polinomios largos}}&\\[8pt]&=\left.\left({\frac {x^{7}}{7}}-{\frac {2x^{6}}{3}}+x^{5}-{\frac {4x^{3}}{3}}+4x-4\arctan {x}\right)\,\right|_{0}^{1}&{\text{integración definida}}\\[6pt]&={\frac {1}{7}}-{\frac {2}{3}}+1-{\frac {4}{3}}+4-\pi \quad &{\text{con }}\arctan(1)={\frac {\pi }{4}}{\text{ y }}\arctan(0)=0\\[8pt]&={\frac {22}{7}}-\pi .&{\text{adición}}\end{aligned}}}
Dalzell da un resultado más preciso al limitar la diferencia con el estudio del denominador. Así, tenemos
{\displaystyle \int _{0}^{1}{\frac {x^{4}(1-x)^{4}}{2}}~\mathrm {d} x<\int _{0}^{1}{\frac {x^{4}(1-x)^{4}}{1+x^{2}}}~\mathrm {d} x<\int _{0}^{1}{\frac {x^{4}(1-x)^{4}}{1}}~\mathrm {d} x.}
Luego, al calcular:
{\displaystyle {\frac {1}{1\;260}}<{\frac {22}{7}}-\pi <{\frac {1}{630}}.}